# Зерноград (аеродром)
Зерноград — військовий аеродром в Ростовській області РФ, розташований на південний схід від міста Зерноград. Аеродром належить до Південного військового округу. На ньому базується 16-та гвардійська бригада армійської авіації, що належить до 4-тої армії ВПС і ППО і використовує гелікоптери Мі-8АМТШ, Мі-28Н.

## Історія
В липні 1941 року до Зернограду перебазувалися Чернігівська та Фастівська школи пілотів. Школа отримала нову назву «Зерноградська військова авіаційна школа пілотів». Одним із льотчиків, що там навчались, був майбутній Герой Радянського Союзу Олексій Петрович Мересьєв, прототип відомого літературного героя.
У 1946—1959 роках на аеродромі «Зерноград» велося навчання курсантів Батайського військово-авіаційного училища на літаках Ла-7, Ла-9, Як-12, Як-18, а з 1952 року — на реактивних винищувачах МіГ-15.
З 1962 по 1971 на аеродромі базувався 95-й навчальний вертолітний полк. Полк належав Краснодарському вищому військовому авіаційному училищу льотчиків, і був оснащений гелікоптерами Мі-4. У полку проходили навчання льотчики із В'єтнаму, Лаосу, Камбоджі, Куби.
З жовтня 1971 року базувався 106 навчальний авіаційний полк Єйського вищого військового авіаційного училища. Для польотів використовувалися навчальні літаки L-29, а з 1986 року L-39. У 1993 полк розформували.
У 1993 році на аеродром був перебазований із Західної групи військ 31-й гвардійський винищувальний авіаційний полк озброєний літаками МіГ-29. У 2009 році полк був розформований.